# Préfecture de Casablanca
La préfecture de Casablanca (arabe: عمالة الدار البيضاء) est une subdivision exclusivement urbaine de la région Casablanca-Settat. Elle regroupe 2 communes urbaines (également appelées municipalités):
1. La Commune Urbaine de Casablanca, qui correspond à la Ville de Casablanca. Elle est divisée en 8 préfectures d'arrondissements, qui sont elles-mêmes divisées en 16 arrondissements.
2. La Commune Urbaine du Méchouar, qui est une commune urbaine enclavée dans celle de Casablanca et qui abrite le palais royal.

## Histoire
La préfecture de Casablanca est créée en 1955 par le décret du 16 décembre 1955. Lors de sa création, elle est la seule préfecture du royaume avec celle de Rabat, créée en même temps.

## Démographie
La population de la préfecture de Casablanca est passée, de 1994 à 2018, de 2 717 125 à 4 500 000 habitants.
| Municipalités                  | 1994      | 2018      | Taux d'accroissement |
| ------------------------------ | --------- | --------- | -------------------- |
| Casablanca                     | 2 713 169 | 4 500 000 | 8,6 %                |
| Méchouar de Casablanca         | 3 956     | 3 365     | - 17,5 %             |
| Données issues de recensements |           |           |                      |

## Administration et politique

### Découpage territorial
La préfecture de Casablanca comprend deux communes urbaines (ou municipalités) :
1. La Commune Urbaine de Casablanca, qui comprend 16 arrondissements rattachés à 8 préfectures d'arrondissement(s)[8] :

| Préfectures d'arrondissement                            | Arrondissements |
| ------------------------------------------------------- | --------------- |
| Préfecture d'arrondissement de Aïn Chock                | Aïn Chock       |
| Préfecture d'arrondissements de Aïn Sebaâ-Hay Mohammadi | Aïn Sebaâ       |
| Préfecture d'arrondissements de Aïn Sebaâ-Hay Mohammadi | Hay Mohammadi   |
| Préfecture d'arrondissements de Aïn Sebaâ-Hay Mohammadi | Roches Noires   |
| Préfecture d'arrondissements d'Al Fida-Mers Sultan      | Al Fida         |
| Préfecture d'arrondissements d'Al Fida-Mers Sultan      | Mers Sultan     |
| Préfecture d'arrondissements de Ben M'sick              | Ben M'sick      |
| Préfecture d'arrondissements de Ben M'sick              | Sbata           |
| Préfecture d'arrondissements de Casablanca-Anfa         | Anfa            |
| Préfecture d'arrondissements de Casablanca-Anfa         | Maârif          |
| Préfecture d'arrondissements de Casablanca-Anfa         | Sidi Belyout    |
| Préfecture d'arrondissements de Hay Hassani             | Hay Hassani     |
| Préfecture d'arrondissement de Moulay Rachid            | Moulay Rachid   |
| Préfecture d'arrondissement de Moulay Rachid            | Sidi Othmane    |
| Préfecture d'arrondissements de Sidi Bernoussi          | Sidi Bernoussi  |
| Préfecture d'arrondissements de Sidi Bernoussi          | Sidi Moumen     |

2. La Commune Urbaine du Méchouar de Casablanca, bénéficie d'un statut spécial. Elle abrite un palais royal et se trouve enclavée au centre de la commune (ou de l'actuelle ville, intra-muros) de Casablanca, plus précisément au sein de l'arrondissement Mers Sultan.

### Présidents des arrondissements
| Arrondissement | Nom                      | Parti politique | Parti politique |
| -------------- | ------------------------ | --------------- | --------------- |
| Anfa           | Mohamed Chebbak          |                 | RNI             |
| Maârif         | Abdessamad Haiker        |                 | PJD             |
| Sidi Belyout   | Kenza Chraibi            |                 | PAM             |
| El Fida        | Ramid El Fatimi          |                 | PJD             |
| Mers Sultan    | Zakaria Benkirane        |                 | RNI             |
| Aïn Sebaâ      | Hassan Benomar           |                 | RNI             |
| Hay Mohammadi  | Youssef Erkhis           |                 | PJD             |
| Roches Noires  | Nourredine Karbal        |                 | PJD             |
| Hay Hassani    | Ahmed Jodar              |                 | PJD             |
| Aïn Chock      | Mohamed Chafik ben Kiran |                 | RNI             |
| Sidi Bernoussi | Abdelkrim Houichri       |                 | PJD             |
| Sidi Moumen    | Hamid Benghridou         |                 | PJD             |
| Ben M'sick     | Mohamed Joudar           |                 | UC              |
| Sbata          | Kamil Taoufik            |                 | RNI             |
| Moulay Rachid  | Mustapha El Haya         |                 | PJD             |
| Sidi Othman    | Mohamed Mait             |                 | PJD             |

### Gouverneurs
Casablanca étant le chef-lieu de la région de Casablanca-Settat, le gouverneur de la préfecture de Casablanca est aussi le wali – ou « super gouverneur » – de la région. Voir liste des walis.